# Caniggia Elva
Caniggia Ginola Elva (ur. 14 lipca 1996 w Vieux Fort) – piłkarz z Saint Lucia kanadyjskiego pochodzenia grający na pozycji pomocnika w klubie FC Rot-Weiß Erfurt.

## Kariera reprezentacyjna
| Mecze i gole w reprezentacji | Mecze i gole w reprezentacji | Mecze i gole w reprezentacji | Mecze i gole w reprezentacji | Mecze i gole w reprezentacji | Mecze i gole w reprezentacji | Mecze i gole w reprezentacji | Mecze i gole w reprezentacji    |
| Kanada U-23                  | Kanada U-23                  | Kanada U-23                  | Kanada U-23                  | Kanada U-23                  | Kanada U-23                  | Kanada U-23                  | Kanada U-23                     |
| Lp.                          | Data                         | Miejsce                      | Gospodarz                    | Gość                         | Wynik                        | Gol                          | Rozgrywki                       |
| ---------------------------- | ---------------------------- | ---------------------------- | ---------------------------- | ---------------------------- | ---------------------------- | ---------------------------- | ------------------------------- |
| 1.                           | 25.03.2017                   |                              | Uzbekistan U-23              | Kanada U-23                  | 0:1                          | Gol                          | Mecz towarzyski                 |
| 2.                           | 28.03.2017                   |                              | Katar U-23                   | Kanada U-23                  | 0:2                          |                              | Mecz towarzyski                 |
| Saint Lucia                  |                              |                              |                              |                              |                              |                              |                                 |
| Lp.                          | Data                         | Miejsce                      | Gospodarz                    | Gość                         | Wynik                        | Gol                          | Rozgrywki                       |
| 1.                           | 13.10.2023                   | Gros Islet                   | Saint Lucia                  | Gwadelupa                    | 2:1                          | Gol                          | Liga Narodów CONCACAF 2023/2024 |
| 2.                           | 15.10.2023                   | Sainte-Anne                  | Gwadelupa                    | Saint Lucia                  | 2:0                          |                              | Liga Narodów CONCACAF 2023/2024 |